# Дубечненская сельская община
Дубечненская сельская община (укр. Дубечненська сільська громада) — территориальная община в Ковельском районе Волынской области Украины.
Административный центр — село Дубечно.
Население составляет 9501 человек. Площадь — 312 км².
В соответствии с распоряжением Кабинета Министров Украины от 12 июня 2020 года, в состав общины вошла территория Глуховского, Дубечненского, Крымненского и Любохиновского сельских советов упразднённого Старовыжевского района.

## Населённые пункты
В состав общины входит 10 сёл:
- Дубечно
  - Залютье
  - Мокрое
  - Лютка
  - Ракита
- Глуховский старостинский округ:
  - Глухи
  - Текля
- Крымненский старостинский округ:
  - Крымно
  - Яревище
- Любохиновский старостинский округ:
  - Любохины